# Liste der Eigenproduktionen von Disney+ (Filme)

Logo von Disney+

Diese Liste der Eigenproduktionen von Disney+ (Filme) (auch als Disney Plus Originals bezeichnet) enthält Spiel- und Dokumentarfilme sowie Specials des US-amerikanischen Subscription-Video-on-Demand-Anbieters Disney+. Einzelne Vorabveröffentlichungen auf verschiedenen Filmfestivals bleiben dabei unberücksichtigt.
Die Liste ist sortiert nach Datum der Erstveröffentlichung bei Disney+. Die im Auftrag von Disney+ produzierten Serien, Reality-TV-Formate und Dokumentarserien sind in der Liste der Eigenproduktionen von Disney+ (Serien) gelistet.

## Langfilme
| Titel                                                   | Genre                              | Premiere            | Laufzeit              |
| ------------------------------------------------------- | ---------------------------------- | ------------------- | --------------------- |
| Susi und Strolch                                        | Musical, Romantik                  | 12. November 2019   | 1 Stunde, 43 Minuten  |
| Noelle                                                  | Fantasy, Abenteuer, Comedy         | 12. November 2019   | 1 Stunde, 40 Minuten  |
| Togo: Der Schlittenhund                                 | Abenteuer, Drama                   | 20. Dezember 2019   | 1 Stunde, 53 Minuten  |
| Timmy Flop: Versagen auf ganzer Linie                   | Krimi, Comedy                      | 7. Februar 2020     | 1 Stunde, 39 Minuten  |
| Stargirl: Anders ist völlig normal                      | Musical, Romantik, Drama           | 13. März 2020       | 1 Stunde, 47 Minuten  |
| Artemis Fowl                                            | Fantasy, Abenteuer                 | 12. Juni 2020 A     | 1 Stunde, 35 Minuten  |
| Hamilton                                                | Musical                            | 3. Juli 2020        | 2 Stunden, 40 Minuten |
| Magic Camp                                              | Familienfilm, Comedy               | 14. August 2020 A   | 1 Stunde, 40 Minuten  |
| Der einzig wahre Ivan                                   | Abenteuer, Drama                   | 21. August 2020 A   | 1 Stunde, 35 Minuten  |
| Phineas and Ferb: Der Film: Candace gegen das Universum | Animation, Comedy, Abenteuer       | 28. August 2020     | 1 Stunde, 25 Minuten  |
| Der geheime Club der zweitgeborenen Royals              | Superheldenfilm, Abenteuer         | 25. September 2020  | 1 Stunde, 39 Minuten  |
| Clouds                                                  | Musical, Drama                     | 16. Oktober 2020    | 2 Stunden, 2 Minuten  |
| Black Beauty                                            | Pferdefilm, Drama                  | 27. November 2020   | 1 Stunde, 50 Minuten  |
| Die gute Fee                                            | Märchen, Comedy                    | 4. Dezember 2020    | 1 Stunde, 53 Minuten  |
| Bruderherz                                              | Sport, Drama                       | 11. Dezember 2020   | 2 Stunden, 2 Minuten  |
| Soul                                                    | Animation, Dramedy                 | 25. Dezember 2020 A | 1 Stunde, 41 Minuten  |
| Flora & Ulysses                                         | Familienfilm, Comedy               | 19. Februar 2021    | 1 Stunde, 35 Minuten  |
| Luca                                                    | Animation, Familienfilm, Abenteuer | 18. Juni 2021       | 1 Stunde, 41 Minuten  |
| Nicht schon wieder allein zu Haus                       | Familienfilm, Comedy               | 12. November 2021   | 1 Stunde, 33 Minuten  |
| Gregs Tagebuch: Von Idioten umzingelt!                  | Animation, Familienfilm, Comedy    | 3. Dezember 2021    | 58 Minuten            |
| Ice Age: Die Abenteuer von Buck Wild                    | Animation, Familienfilm, Comedy    | 28. Januar 2022     | 1 Stunde, 22 Minuten  |
| Rot                                                     | Animation                          | 11. März 2022       | 1 Stunde, 40 Minuten  |
| Im Dutzend noch billiger                                | Comedy                             | 18. März 2022       | 1 Stunde, 48 Minuten  |
| Bühne frei für Nate!                                    | Musical, Dramedy                   | 1. April 2022       | 1 Stunde, 34 Minuten  |
| Chip und Chap: Die Ritter des Rechts                    | Abenteuer, Comedy                  | 20. Mai 2022        | 1 Stunde, 37 Minuten  |
| Sneakerella                                             | Musical, Comedy                    | 13. Mai 2022        | 1 Stunde, 52 Minuten  |
| Hollywood Stargirl                                      | Musical, Romantik, Drama           | 3. Juni 2022        | 1 Stunde, 45 Minuten  |
| Zombies 3 – Das Musical                                 | Musical                            | 15. Juli 2022       | 1 Stunde, 30 Minuten  |
| Pinocchio                                               | Musical, Fantasy                   | 8. September 2022   | 1 Stunde, 52 Minuten  |
| Hocus Pocus 2                                           | Fantasy, Comedy                    | 30. September 2022  | 1 Stunde, 47 Minuten  |

## Premier Access
Diese Filme wurden/werden sowohl in den Kinos veröffentlicht, als auch auf Disney+ gegen eine Premiumgebühr. Nach ein paar Monaten wird der Film zum normalen Katalog von Disney+ hinzugefügt und ist ab dem Zeitpunkt für alle Abonnenten ohne zusätzliche Gebühr abrufbar.
| Titel                      | Genre                             | Premiere          | Zur freien Verfügung auf Disney+ seit/ab | Laufzeit              |
| -------------------------- | --------------------------------- | ----------------- | ---------------------------------------- | --------------------- |
| Mulan                      | Action, Fantasy, Abenteuer, Drama | 4. September 2020 | 4. Dezember 2020                         | 1 Stunde, 57 Minuten  |
| Raya und der letzte Drache | Animation, Fantasy, Abenteuer     | 5. März 2021      | 4. Juni 2021                             | 1 Stunde, 47 Minuten  |
| Cruella                    | Krimi, Dramedy                    | 28. Mai 2021      | 27. August 2021                          | 2 Stunden, 16 Minuten |
| Black Widow                | Superheldenfilm, Abenteuer        | 9. Juli 2021      | 6. Oktober 2021                          | 2 Stunden, 15 Minuten |
| Jungle Cruise              | Fantasy, Abenteuer                | 30. Juli 2021     | 12. November 2021                        | 2 Stunden, 9 Minuten  |

## Dokumentationen
| Ein Tag bei Disney                                | Dokumentation | 3. Dezember 2019   | 1 Stunde, 1 Minute   |
| Delfine                                           | Tierfilm      | 3. April 2020      | 1 Stunde, 18 Minuten |
| Elefanten                                         | Tierfilm      | 3. April 2020      | 1 Stunde, 29 Minuten |
| Howard                                            | Biografie     | 7. August 2020     | 1 Stunde, 32 Minuten |
| Die wahren Helden der Nation                      | Dokumentation | 20. November 2020  | 1 Stunde, 30 Minuten |
| Folklore: The Long Pond Studio Sessions           | Musik         | 25. November 2020  | 1 Stunde, 46 Minuten |
| Marvel's Behind the Mask                          | Dokumentation | 12. Februar 2021   | 1 Stunde, 25 Minuten |
| Raum für Ideen                                    | Dokumentation | 12. März 2021      | 1 Stunde, 31 Minuten |
| Wolfgang                                          | Dokumentation | 25. Juni 2021      | 1 Stunde, 19 Minuten |
| Stuntman                                          | Dokumentation | 23. Juli 2021      | 1 Stunde, 27 Minuten |
| Die Freundin der Haie                             | Dokumentation | 23. Juli 2021      | 1 Stunde, 31 Minuten |
| Happier Than Ever: Ein Liebesbrief an Los Angeles | Konzert       | 3. September 2021  | 1 Stunde, 5 Minuten  |
| A Spark Story                                     | Dokumentation | 24. September 2021 | 1 Stunde, 27 Minuten |
| More Than Robots                                  | Dokumentation | 18. März 2022      | 1 Stunde, 31 Minuten |
| Olivia Rodrigo: driving home 2 u                  | Dokumentation | 25. März 2022      | 1 Stunde, 16 Minuten |
| Eisbären                                          | Tierfilm      | 22. April 2022     | 1 Stunde, 24 Minuten |
| Angekündigte Veröffentlichungen                   |               |                    |                      |
| We Feed People                                    | Dokumentation | 27. Mai 2022       | TBA                  |

## Specials
| Titel                                                                 | Genre                       | Premiere          | Laufzeit             |
| --------------------------------------------------------------------- | --------------------------- | ----------------- | -------------------- |
| Arendelles Weihnachtsfeuer                                            | Weihnachtsspezial           | 13. Dezember 2019 | 3 Stunden            |
| High School Musical: Das Musical: Die Serie: Das Special              | Musical, Making-of          | 14. Dezember 2019 | 23 Minuten           |
| Die fantastische Welt der Delfine                                     | Making-of-Dokumentation     | 3. April 2020     | 1 Stunde, 19 Minuten |
| In den Fußstapfen von "Elefanten"                                     | Making-of-Dokumentation     | 3. April 2020     | 1 Stunde, 28 Minuten |
| Pinguine: Leben am Limit                                              | Making-of-Dokumentation     | 3. April 2020     | 1 Stunde, 18 Minuten |
| Die Musik von COCO – Lebendiger als das Leben                         | Konzert                     | 10. April 2020    | 47 Minuten           |
| The Undefeated Presents: Hamilton In-Depth                            | Interview                   | 3. Juli 2020      | 33 Minuten           |
| Hamilton: History Has Its Eyes on You                                 | Interview                   | 10. Juli 2020     | 46 Minuten           |
| Black Is King                                                         | Visual album                | 31. Juli 2020     | 1 Stunde, 25 Minuten |
| LEGO Star Wars Holiday Special                                        | Animation                   | 17. November 2020 | 45 Minuten           |
| High School Musical: Das Musical: Holiday Special                     | Musical, Konzert            | 11. Dezember 2020 | 45 Minuten           |
| Arendelles Weihnachtsfeuer 2.0.                                       | Weihnachtsspezial           | 18. Dezember 2020 | 3 Stunden            |
| Doris Unterwasserkamera                                               | Animation                   | 18. Dezember 2020 | 3 Stunden, 1 Minute  |
| Star Wars Biome                                                       | ASMR                        | 4. Mai 2021       | 18 Minuten           |
| LEGO Star Wars Gruselgeschichten                                      | Animation                   | 1. Oktober 2021   | 46 Minuten           |
| Muppets Haunted Mansion                                               | Animation                   | 8. Oktober 2021   | 52 Minuten           |
| Das Making-of von „Happier Than Ever: Ein Liebesbrief an Los Angeles“ | Making-of-Dokumentation     | 12. November 2021 | 30 Minuten           |
| Unter dem Helm: Das Vermächtnis von Boba Fett                         | Dokumentation               | 12. November 2021 | 21 Minuten           |
| Arendelles Weihnachtsfeuer: Schattenbilder-Edition                    | Weihnachtsspezial           | 17. Dezember 2021 | 3 Stunden            |
| Feiere den Panda: Das Making-of von "Rot"                             | Making-of-Dokumentation     | 11. März 2022     | 48 Minuten           |
| Den Eisbären so nah                                                   | Making-of-Dokumentation     | 22. April 2022    | 1 Stunde, 23 Minuten |
| Explorer: Der letzte Tepui                                            | Dokumentation               | 22. April 2022    | 55 Minuten           |
| Unsere große kleine Farm: Die Rückkehr                                | Dokumentation               | 22. April 2022    | 29 Minuten           |
| Werewolf By Night                                                     | Superheldenfilm, Horrorfilm | 7. Okt. 2022      | 55 Minuten           |
| The Guardians of the Galaxy Holiday Special                           | Superheldenfilm, Comedy     | 25. November 2022 | 45 Minuten           |

## Kurzfilme
| Titel                                                         | Genre                   | Premiere            | Laufzeit   |
| ------------------------------------------------------------- | ----------------------- | ------------------- | ---------- |
| Marvel Studios: Expanding the Universe                        | Dokumentation, Kurzfilm | 12. November 2019   | 12 Minuten |
| Lamp Life                                                     | Animation, Kurzfilm     | 31. Januar 2020     | 7 Minuten  |
| Es war einmal ein Schneemann                                  | Animation, Kurzfilm     | 23. Oktober 2020    | 8 Minuten  |
| Burrow                                                        | Animation, Kurzfilm     | 25. Dezember 2020 A | 6 Minuten  |
| Die Eiskönigin: Der Mythos der Geister                        | Animation, Kurzfilm     | 26. Februar 2021    | 11 Minuten |
| 22 gegen die Erde                                             | Animation, Kurzfilm     | 30. April 2021      | 5 Minuten  |
| Maggie Simpson in Das Erwachen der Macht aus ihrem Nickerchen | Animation, Kurzfilm     | 4. Mai 2021         | 3 Minuten  |
| Ciao Alberto                                                  | Animation, Kurzfilm     | 12. November 2021   | 8 Minuten  |
| Marvel Studios' 2021 Disney+ Day Special                      | Dokumentation, Kurzfilm | 12. November 2021   | 14 Minuten |
| Pixar 2021 Disney+ Day Special                                | Dokumentation, Kurzfilm | 12. November 2021   | 5 Minuten  |
| Die Simpsons feiern Plusiläum                                 | Animation, Kurzfilm     | 12. November 2021   | 5 Minuten  |
| The Simpsons x Bad Bunny: Te Deseo Lo Mejor                   | Animation, Musikvideo   | 24. Dezember 2021   | 2 Minuten  |
| Billie trifft Lisa                                            | Animation, Kurzfilm     | 22. April 2022      | 3 Minuten  |
| Der Lotse                                                     | Fantasyfilm, Kurzfilm   | 1. Dezember 2023    | 40 Minuten |
| Der Junge & der Oktopus                                       | Kurzfilm                | 12. November 2024   | 5 Minuten  |

## Internationale Produktionen
| Titel                              | Genre            | Premiere           | Laufzeit             | Sprache       | Region(en)           |
| ---------------------------------- | ---------------- | ------------------ | -------------------- | ------------- | -------------------- |
| My Music Story: Yoshiki            | Dokumentation    | 24. September 2020 | 47 Minuten           | Japanisch     | Japan / USA (Später) |
| Ein Meer aus Plastik               | Dokumentation    | 25. September 2020 | 48 Minuten           | Französisch   | Frankreich           |
| BIA: Un Mundo al Revés             | Musical, Dramedy | 19. Februar 2021   | 1 Stunde, 31 Minuten | Spanisch      | Lateinamerika        |
| Soy Luna: El último concierto      | Konzert          | 26. Februar 2021   | 1 Stunde, 31 Minuten | Spanisch      | Lateinamerika        |
| BIA: Un Mundo al Revés – Making of | Making-of        | 5. März 2021       | 24 Minuten           | Spanisch      | Lateinamerika        |
| My Music Story: Perfume            | Dokumentation    | 19. März 2021      | 53 Minuten           | Japanisch     | USA / Japan (Früher) |
| My Music Story: Sukimaswitch       | Dokumentation    | 30. April 2021     | 1 Stunde, 21 Minuten | Japanisch     | USA / Japan (Früher) |
| Manu Gavassi: Gracinha             | Visual album     | 26. November 2021  | 41 Minuten           | Portugiesisch | Brasilien            |

## Angekündigte Produktionen

### Langfilme
| Titel                               | Genre                           | Premiere           | Laufzeit |
| ----------------------------------- | ------------------------------- | ------------------ | -------- |
| Hocus Pocus 2                       | Fantasy, Comedy                 | 30. September 2022 | TBA      |
| Disenchanted                        | Fantasy                         | Herbst 2022        | TBA      |
| Pinocchio                           | Fantasy, Musical                | Herbst 2022        | TBA      |
| Diary of a Wimpy Kid: Rodrick Rules | Animation, Familienfilm, Comedy | 2022               | TBA      |

### Dokumentationen
| Titel                                             | Genre         | Premiere | Laufzeit |
| ------------------------------------------------- | ------------- | -------- | -------- |
| Unbetitelte Dokumentation über Kroatien           | Dokumentation | TBA      | TBA      |
| Unbetitelte Dokumentation übers Disneyland Resort | Dokumentation | TBA      | TBA      |
| Unbetitelte Dokumentation zur Figur Micky Maus    | Dokumentation | TBA      | TBA      |

### Specials
| Titel         | Genre         | Premiere | Laufzeit |
| ------------- | ------------- | -------- | -------- |
| A Droid Story | Space Western | TBA      | TBA      |